# Culpa in vigilando
Culpa in vigilando es una expresión latina que puede traducirse como "culpa en la vigilancia". Se utiliza en el ámbito del Derecho y, en concreto, en el de la responsabilidad civil.
Reconocer la existencia de culpa in vigilando supone admitir que una persona es responsable de los actos que realiza otra sobre la que tiene un especial deber de vigilancia. Este concepto puede aplicarse al ámbito laboral, referido al empresario o empleador sobre sus empleados en el ámbito de su labor, pero es más habitual encontrarlo en el caso de padres o tutores con respecto a los menores de edad o incapacitados bajo su guarda y custodia. 
El motivo que se alude es, en concreto, el que al no haber vigilado de forma adecuada, la otra persona produjo un daño, y que, por tanto, debe asumir la responsabilidad civil de su no vigilancia.
En el Derecho de España, la culpa in vigilando se encuentra recogida en el artículo 1903 del Código Civil.